# Minotaur 1
Minotaur 1 – amerykańska rakieta nośna wywodząca się z pocisku Minuteman II przeznaczona głównie do wynoszenia małych satelitów głównie dla rządu Stanów Zjednoczonych i stanowi jedną z części rodziny rakiet Minotaur produkowanych przez Orbital Sciences Corporation (obecnie Northrop Grumman).

## Opis rakiety
Minotaur I jest następcą rakiety Taurus należącej do Orbital Sciences Corporation (którego nazwa została zmieniona na Minotaur-C) i powstała na zamówienie rządu USA, aby móc wykorzystać części z wycofywanych pocisków balistycznych.
Pierwszy stopień rakiety Minotaur 1 składa się z silnika M55A1 wcześniej wykorzystywanego w pocisku balistycznym Minuteman 1A. W drugim stopniu znajduje się silnik SR19, który znajdował się w drugim stopniu pocisku Minuteman 2. Silniki Orion 50XL i Orion 38 pochodzą z rakiety Pegasus XL, a w Minotaurze 1 służą jako trzeci i czwarty stopień.
Początkowo starty Minotaura I odbywały się z bazy Sił Kosmicznych Vandenberg jednak od 2006 roku, starty odbywały się także z centrum kosmicznego znajdującego się na wyspie Wallops.

## Wykaz lotów
Łącznie odbyło się dwanaście startów rakiety Minotaur I i wszystkie z nich zostały zakończone sukcesem.
| Numer lotu | Data startu       | Ładunek | Orbita docelowa  | Miejsce startu                  | Status |
| ---------- | ----------------- | --- | ---------------- | ------------------------------- | ------ |
| 1          | 27 stycznia 2000  | JAWSAT, Falconsat 1, ASUSat 1, OCSE, OPAL | LEO              | Vandenberg SFB                  | Sukces |
| 2          | 19 lipca 2000     | Sindri, Picosat 7, Picosat 8, MEMS 3, MEMS 4 | LEO              | Vandenberg SFB                  | Sukces |
| 3          | 11 kwietnia 2005  | XSS 11 | LEO              | Vandenberg SFB                  | Sukces |
| 4          | 23 września 2005  | Streak | LEO              | Vandenberg SFB                  | Sukces |
| 5          | 15 kwietnia 2006  | COSMIC (FORMOSAT-3) | LEO              | Vandenberg SFB                  | Sukces |
| 6          | 16 grudnia 2006   | TacSat-2, GeneSat-1 | LEO              | Mid-Atlantic Regional Spaceport | Sukces |
| 7          | 24 kwietnia 2007  | NFIRE | LEO              | Mid-Atlantic Regional Spaceport | Sukces |
| 8          | 19 maja 2009      | TacSat 3. PharmaSat 1, Aerocube 3, HawkSat I, Polysat CP6 | LEO              | Mid-Atlantic Regional Spaceport | Sukces |
| 9          | 6 lutego 2011     | NROL-66 | LEO              | Vandenberg SFB                  | Sukces |
| 10         | 30 czerwca 2011   | ORS-1 | LEO              | Mid-Atlantic Regional Spaceport | Sukces |
| 11         | 20 listopada 2013 | ORS-3, STPSat 3, ORSES, ORS Tech 1,2, SENSE 1,2, Firefly, Ho‘oponopono 2, STARE B (Horus), 8 sateltów Prometheus, Black Knight 1, NPS-SCAT, COPPER, Trailblazer 1, SwampSat, CAPE 2, Vermont Lunar Cubesat, ChargerSat 1, DragonSat 1, KySat 2, TJ3Sat, PhoneSat v2.4 | LEO              | Mid-Atlantic Regional Spaceport | Sukces |
| 12         | 15 czerwca 2021   | NROL-111 | LEO              | Mid-Atlantic Regional Spaceport | Sukces |
| 13         | 18 czerwca 2024   | Mk21A | Lot suborbitalny | Vandenberg SFB                  | Sukces |